# スタジオ23
『スタジオ23』（スタジオ ツースリー）は、1974年1月から1975年9月までNETテレビ（現・テレビ朝日）で放送された深夜のワイドショーである。放送時間は毎週月曜 - 土曜 23:00 - 23:50（JST）、『大相撲ダイジェスト』が放送される奇数月には10分延長して放送。

## 概要
『23時ショー』の後番組であるが、内容は前番組と同じくお色気主体だったことから実質的な継続である。放送期間中に腸捻転解消があり、『ANNニュース』にタイトルが付けられるようになったが、その煽りで最終版にもタイトルが付けられ、さらに放送時間が変更されることになった、その煽りを食う形で終了した。後番組は『ザ・23』である。
ちなみに、前番組時代にはサンテレビ（SUN）・近畿放送（KBS）、更にこの番組からテレビ和歌山（WTV）が毎日放送（MBS）のネット拒否事件以後番販でネットしていたが、次番組については朝日放送（ABC）がネットしたため、関西の独立UHF放送局がネットしたものとしてはこれが最後の夜ワイドショーとなっている。この間は「大相撲ダイジェスト」も関西ではSUN・KBS・WTVで放送されていたが、当時の準系列局であったMBSでは放送されなかった。

## 司会者
- 大野しげひさ（月曜）
- 三枝由美（月曜）
- 五十嵐喜芳（火曜）
- 天地総子（火曜）
- 伊達正三郎（水曜）
- 岸ユキ（水曜）
- 高島忠夫（木曜）
- 砂原美智子（木曜）
- 古今亭志ん馬 (6代目)（金曜）
- 水谷良重（現・水谷八重子 (2代目)）（金曜）
- 上坂冬子（土曜版）
- 十返千鶴子（土曜版）
- 東八郎（土曜版）

ほか

## 放送局
- NETテレビ（製作・幹事局）
- 北海道テレビ放送
- 名古屋放送（現・名古屋テレビ放送）
- 近畿放送（現・京都放送）
- サンテレビジョン
- テレビ和歌山（1974年4月の開局から）
- 瀬戸内海放送
- 広島ホームテレビ
- 九州朝日放送

| NETテレビ 平日（1974年9月までは月曜 - 土曜）深夜のワイドショー | NETテレビ 平日（1974年9月までは月曜 - 土曜）深夜のワイドショー | NETテレビ 平日（1974年9月までは月曜 - 土曜）深夜のワイドショー |
| 前番組                                                         | 番組名                                                         | 次番組                                                         |
| -------------------------------------------------------------- | -------------------------------------------------------------- | -------------------------------------------------------------- |
| 23時ショー・第1期 （1971年4月 - 1973年12月）                   | スタジオ23 （1974年1月 - 1975年9月）                           | ザ・23 （1975年10月 - 1976年8月）                              |